# Emmanuel Mayuka
Emmanuel Mayuka (Kabwe, 21 novembre 1990) è un ex calciatore zambiano, di ruolo attaccante.

## Caratteristiche tecniche
Nel 2010 è stato inserito nella lista dei migliori calciatori nati dopo il 1989 stilata da Don Balón.
Mayuka è estremamente veloce e si adatta bene con tutti i moduli imposti dall'allenatore

## Carriera

### Club
Nato a Kabwe, inizia la sua carriera in Zambia a 11 anni nella Lusaka Academy. Nel 2007 viene ingaggiato dai Kabwe Warriors, una delle maggiori squadre dello Zambia, appartenente alla società ferroviaria nazionale, la Zambia Railways. In questa squadra si mette in mostra, segnando 15 gol in 23 partite. Viene quindi convocato nella Nazionale dello Zambia Under-17.
Il 28 maggio 2010 viene acquistato per 1,7 milioni di euro dallo Young Boys, firmando un contratto quinquennale, per rimpiazzare Seydou Doumbia, appena ceduto al CSKA Mosca. Il 1º dicembre 2010 segna 2 gol nella vittoria per 4-2 contro lo Stoccarda in Europa League. Il 17 febbraio 2011 segna un gol all'ultimo minuto durante la fase a gironi di Europa League contro lo Zenit San Pietroburgo, permettendo alla sua squadra di vincere per 2-1 in casa.
Il 28 agosto 2012 viene ceduto per una cifra non resa nota al Southampton, firmando un contratto quinquennale. Fa il suo debutto con i "Saints" il 2 settembre 2012, entrando come sostituto contro il Manchester United. Entra nuovamente come sostituto nella vittoria per 4-1 contro l'Aston Villa, guadagnandosi il rigore del quarto gol. Il 22 dicembre 2012 fa il suo debutto come titolare nella sconfitta per 1-0 contro il Sunderland, venendo sostituito dopo 55 minuti.
Il 2 settembre 2013 viene ceduto in prestito al Sochaux.
Il 1º gennaio 2023 annuncia il ritiro dal calcio giocato, all'età di 32 anni.

### Nazionale
Nel 2007 a 17 anni debutta con la nazionale maggiore e viene convocato sia alla Coppa d'Africa 2008 sia all'edizione del 2010. Ma guadagna popolarità insieme ai suoi compagni nel 2012, quando con grande sorpresa lo Zambia batte la Costa d'Avorio (favorita alla vittoria finale) ai calci di rigore (8-7). Mayuka vince anche il titolo di capocannoniere della competizione a pari merito con altri sei giocatori (tra cui Christopher Katongo, suo compagno di reparto) con tre gol realizzati. Segna due gol durante la fase a gironi, al Senegal e alla Libia, ma la rete più importante la realizza durante le semifinali, dove grazie al suo gol elimina una delle favorite alla vittoria finale: il Ghana.

## Statistiche

### Presenze e reti nei club
Statistiche aggiornate al 24 febbraio 2016.
| Stagione                | Squadra                 | Campionato              | Campionato | Campionato | Coppe nazionali | Coppe nazionali | Coppe nazionali | Coppe europee | Coppe europee | Coppe europee | Altre coppe | Altre coppe | Altre coppe | Totale | Totale |
| Stagione                | Squadra                 | Comp                    | Pres       | Reti       | Comp            | Pres            | Reti            | Comp          | Pres          | Reti          | Comp        | Pres        | Reti        | Pres   | Reti   |
| ----------------------- | ----------------------- | ----------------------- | ---------- | ---------- | --------------- | --------------- | --------------- | ------------- | ------------- | ------------- | ----------- | ----------- | ----------- | ------ | ------ |
| 2006                    | Kabwe Warriors          | PL                      | 1          | 0          | -               | -               | -               | -             | -             | -             | -           | -           | -           | 1      | 0      |
| 2007                    | Kabwe Warriors          | PL                      | 16         | 4          | -               | -               | -               | -             | -             | -             | -           | -           | -           | 16     | 4      |
| 2008                    | Kabwe Warriors          | PL                      | 9          | 3          | -               | -               | -               | -             | -             | -             | -           | -           | -           | 9      | 3      |
| Totale Kabwe Warriors   | Totale Kabwe Warriors   | Totale Kabwe Warriors   | 26         | 7          |                 |                 |                 |               |               |               |             |             |             | 26     | 7      |
| 2008-2009               | Maccabi Tel Aviv        | L1                      | 12         | 1          | CI+CT           | 1+6             | 0+1             | -             | -             | -             | -           | -           | -           | 19     | 2      |
| 2009-2010               | Maccabi Tel Aviv        | L1                      | 29         | 7          | CI+CT           | 2+7             | 2+4             | -             | -             | -             | -           | -           | -           | 38     | 13     |
| Totale Maccabi Tel Aviv | Totale Maccabi Tel Aviv | Totale Maccabi Tel Aviv | 41         | 8          |                 | 16              | 7               |               |               |               |             |             |             | 57     | 15     |
| 2010-2011               | Young Boys              | SL                      | 27         | 9          | CS              | 4               | 4               | UCL+UEL       | 1+7           | 0+3           | -           | -           | -           | 39     | 16     |
| 2011-2012               | Young Boys              | SL                      | 28         | 9          | CS              | 3               | 3               | UEL           | 2             | 1             | -           | -           | -           | 33     | 13     |
| ago.2012                | Young Boys              | SL                      | 7          | 2          | CS              | 0               | 0               | UEL           | 5             | 1             | -           | -           | -           | 12     | 3      |
| Totale Young Boys       | Totale Young Boys       | Totale Young Boys       | 62         | 20         |                 | 7               | 7               |               | 15            | 5             |             |             |             | 84     | 32     |
| 2012-2013               | Southampton             | PL                      | 11         | 1          | FACup+CdL       | 0+1             | 0+0             | -             | -             | -             | -           | -           | -           | 12     | 1      |
| giu.-set. 2013          | Southampton             | PL                      | 0          | 0          | FACup+CdL       | 0+1             | 0+1             | -             | -             | -             | -           | -           | -           | 1      | 1      |
| set. 2013-2014          | Sochaux                 | L1                      | 21         | 4          | CF+CdL          | 2+1             | 0+0             | -             | -             | -             | -           | -           | -           | 24     | 4      |
| 2014-2015               | Southampton             | PL                      | 5          | 0          | FACup+CdL       | 0+1             | 0+0             | -             | -             | -             | -           | -           | -           | 6      | 0      |
| Totale Southampton      | Totale Southampton      | Totale Southampton      | 16         | 1          |                 | 0+3             | 0+1             |               | -             | -             |             |             |             | 19     | 2      |
| 2015-gen. 2016          | Metz                    | L2                      | 10         | 2          | CF+CdL          | 2+0             | 2+0             | -             | -             | -             | -           | -           | -           | 12     | 4      |
| gen. 2016-              | Zamalek                 | EPL                     | 3          | 1          | EC              | 0               | 0               | CAFCL         | 0             | 0             | -           | -           | -           | 3      | 1      |
| Totale carriera         | Totale carriera         | Totale carriera         | 163        | 39         |                 | 31              | 17              |               | 15            | 5             |             |             |             | 225    | 65     |

## Palmarès

### Club
- Coppa Toto: 1

Maccabi: 2008-2009

### Nazionale
- Coppa d'Africa: 1

2012

### Individuale
- Capocannoniere della Coppa d'Africa: 1

2012